# Richard Brend'amour
Franz Robert Richard Brend’amour (født 14. oktober 1831 i Aachen, død 22. januar 1915 i Düsseldorf) var en tysk xylograf og kunstforlægger.
Brend’amour grundlagde 1856 i Düsseldorf "Xylographische Kunstanstalt Brend’amour & Cie", fra hvilken og fra dens filialer i en række større tyske byer, bl.a. Berlin, Leipzig, München, der er udgået en række betydelige træsnitværker. Blandt de kunstnerisk mest værdifulde nævnes: Karl Immermanns "Oberhof" med tegninger af Benjamin Vautier, de otte freskobilleder af Alfred Rethel i Aachens Rådhus, Friedrich Preller the Elder’s odyssélandskaber og billedgengivelserne i Carl Justis "Diego Velazquez und sein Jahrhundert".